# 주옥순
주옥순(朱玉順, 1953년 3월 28일~)은 대한민국엄마부대의 대표이다.
한나라당 박근혜 전국연합 조직위원장으로 활동하면서 처음 알려졌으며, 공교육살리기 학부모연합 공동대표, 전교조추방범국민운동 공동대표, NLL대책위원회 위원장, 나라지킴이전국여성연합 대표를 비롯한 보수주의 단체에서 활동했다. 또한 대한민국엄마부대의 회장을 역임하면서 보수주의 단체가 주최한 정치 집회에 참가했다.
2017년 9월 22일에는 자유한국당 디지털정당위원회 부위원장에 임명되었다. 2020년에 실시된 대한민국 제21대 국회의원 선거에서는 기독자유통일당 비례대표 3번 후보로 공천받았으나 기독자유통일당은 비례대표 득표율 1.83%를 기록하여 원내 입성에 실패했다.
2024년에 실시된 대한민국 제22대 국회의원 선거에서는 추미애 더불어민주당 후보를 낙마시키겠다며 경기도 하남시 갑 선거구에 출마했으나 이용 국민의힘 후보를 지지하겠다는 의사를 밝히고 사퇴했다.

## 논란
주옥순은 위안부 발언과 관련해 논란이 많았다. 특히 엄마부대가 2015년 한·일 일본군 위안부 협상 타결과 관련하여 위안부 피해자들에게 일본을 용서하자는 취지로 주최한 집회에서 "내 딸이 위안부로 끌려가도 일본을 바로 용서해줄 것이다."라고 발언했다. 2016년 11월에는 광화문 광장에서 박근혜 대통령 퇴진 운동에 참가한 여자 고등학생을 폭행한 혐의로 경찰에 연행되었다.
2017년 6월 28일에는 서북청년단, 애국단체총협의회를 비롯한 보수주의 단체가 경상북도 성주군에서 주최한 사드(THAAD, 고고도 미사일 방어 체계) 배치 촉구 집회 현장에서 "성주군 주민들의 희생을 통해 자유 대한민국의 안보를 지키기 위해서는 여러분들이 양보해야 한다. 그러므로 종북 좌익 세력들을 죽여야 한다."라고 발언했다. 2017년 8월 23일에는 한명숙 전 국무총리가 2년 동안에 걸친 형기를 마치고 출소하던 현장에서 엄마부대 회원들과 함께 "살충제 계란이나 먹어라"라는 구호를 외치면서 원색적인 비난을 퍼부었다.
2019년 7월에는 2019년 한일 무역 분쟁과 관련된 엄마부대 집회에서 "문재인 정부가 반일 감정을 전략적으로 이용하고 있기 때문에 문재인 대통령은 아베 신조 일본 수상(총리)에게 사과해야 한다고 주장하면서 "문재인 대통령을 대신하여 아베 신조 일본 수상(총리)에게 진심으로 사과를 드린다."고 발언했다.
2020년 8월 15일에는 주옥순이 전광훈 사랑제일교회 목사 등과 함께 서울 광화문 광장에서 열린 광복절 문재인 정부 규탄 대국민 시위에 참석했다. 주옥순은 2020년 8월 20일에 자신의 거주지인 경기도 가평군보건소에서 코로나19 진단검사를 받았고 남편과 함께 코로나19 양성 판정을 받았다. 그러나 주옥순은 광화문 집회 이후에 찜질방에 갔다고 증언했다가 이를 번복했고 역학 조사에 협조하기 위한 동선 공개를 거부하여 논란을 일으켰다. 결국 가평군은 주옥순을 《감염병의 예방 및 관리에 관한 법률》 위반 혐의로 경찰에 고발하였다.

## 역대 선거 결과
|  | 0.18% |

|  | 0.00% |